# Prapreče (gmina Žužemberk)
Prapreče – wieś w Słowenii, w gminie Žužemberk. W 2018 roku liczyła 68 mieszkańców.